# Kokervrucht
Een kokervrucht is een  openspringende (dehiscente), droge, meerzadige doosvrucht, bestaande uit één karpel, openend aan één zijde.
De vrucht bestaat uit één vruchtblad en de rijpe vrucht gaat langs één naad open. Dit in tegenstelling tot de peul, die langs twee naden opengaat.

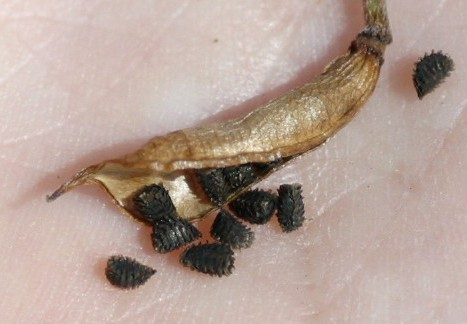
Kokervrucht van wilde ridderspoor
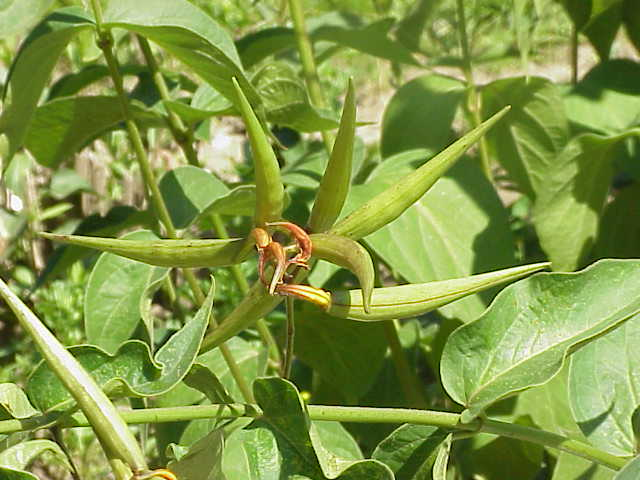
Kokervrucht van witte engbloem
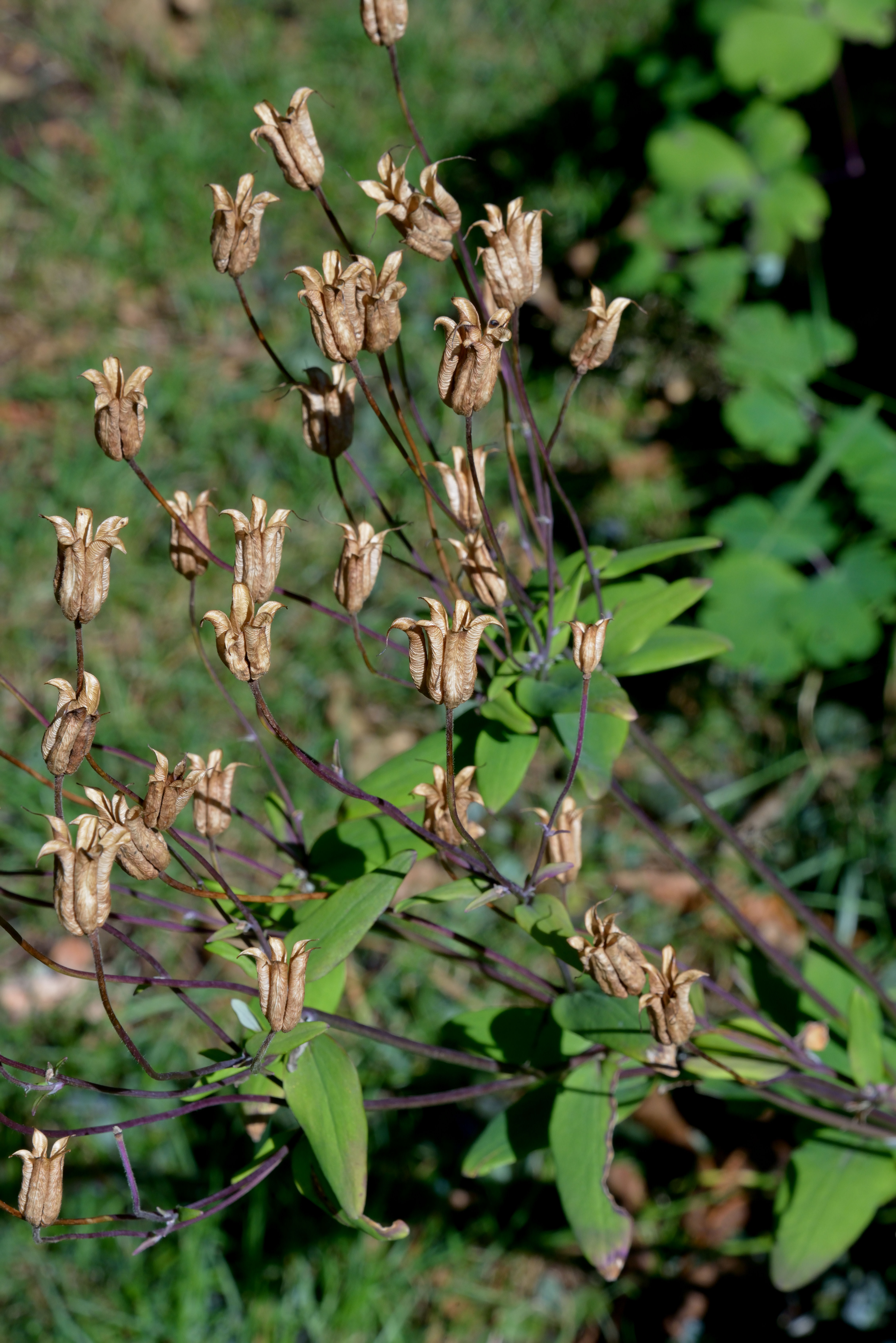
Kokervruchten van akelei tuinplant
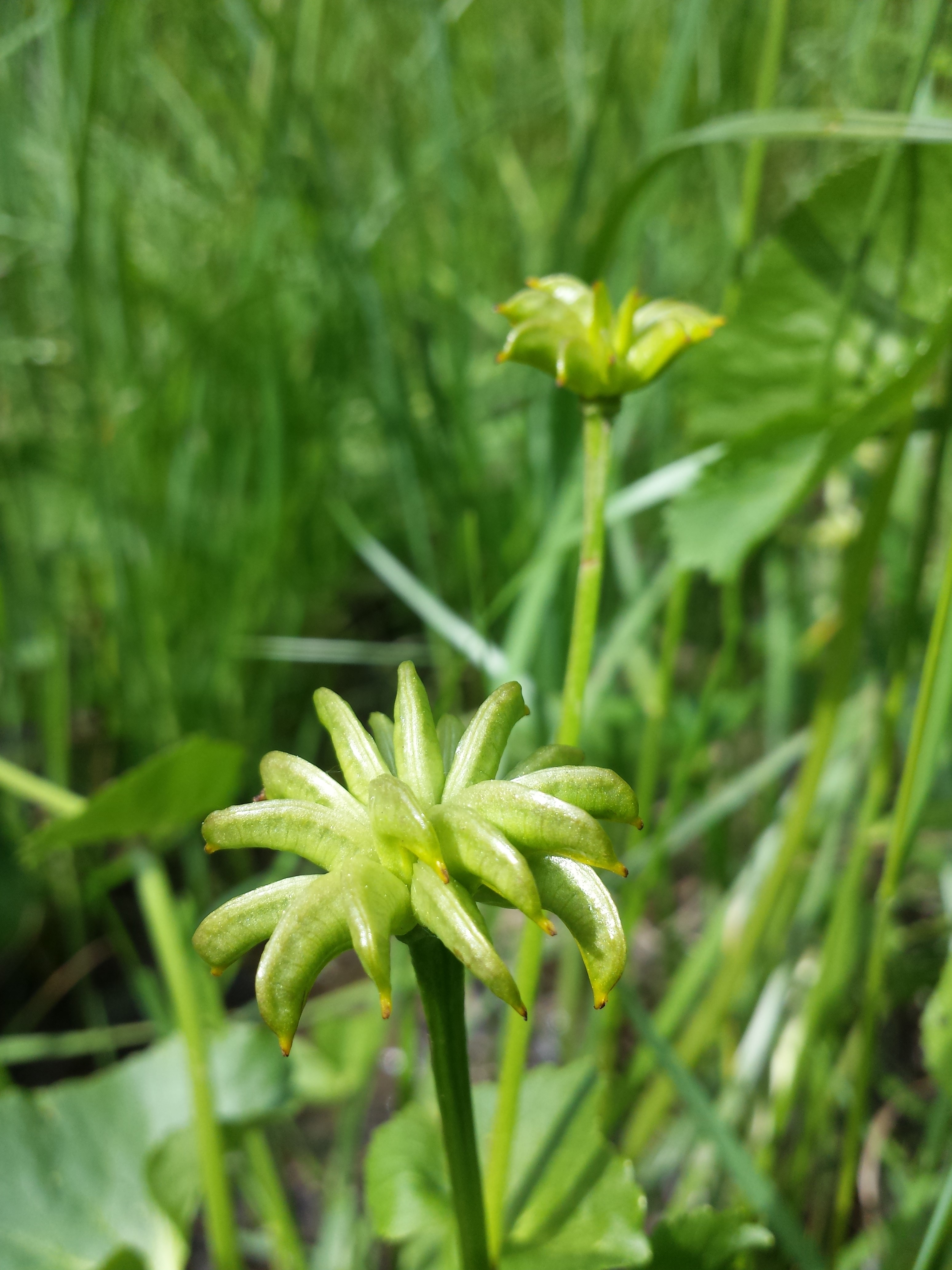
Kokervrucht van dotterbloem
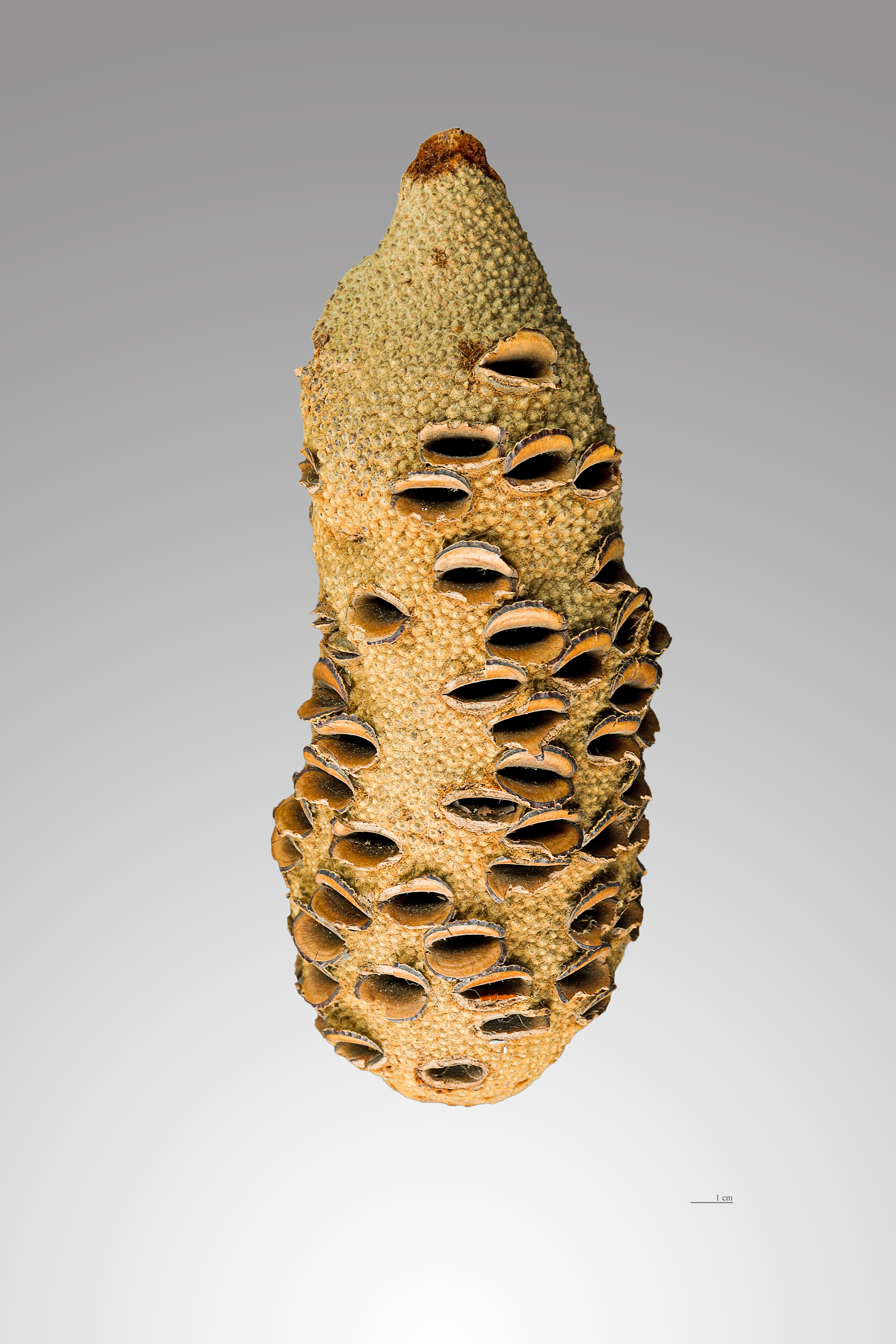
Kokervrucht van Banksia grandis